# Wi (kana)
Wi (romanização do hiragana ゐ ou katakana ヰ) é um dos kana japoneses que representam um mora. Ele ocupava a 45.ª posição no Gojūon, entre Wa e We.
Embora fosse transliterado frequentemente como "wi", este kana era pronunciado como "i" antes de ser considerado obsoleto, e substituído com pelo い.
Este kana é obsoleto (era usado antes da Segunda Guerra Mundial), e raro no uso diário. De fato, em onomatopéias e em palavras estrangeiras, a forma katakana ウィ (U normal + i pequeno) é preferido.

## Formas alternativas
No Braile japonês, ゐ ou ヰ são representados como:
| － | － |
| ●  | － |
| ●  | － |

O Código Morse para ゐ ou ヰ é: ・－・・－

## Traços

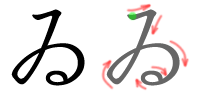
Seqüência de traços para escrita do ゐ

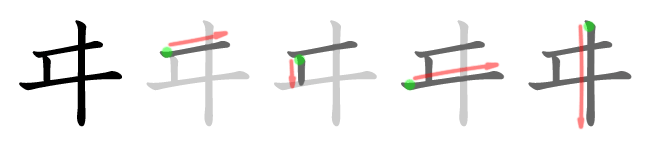
Seqüência de traços para escrita do ヰ